# Букамир, Мехди
Мехди́ Буками́р (араб. مهدي بوكامير‎; род. 26 января 2004, Жемеп-сюр-Самбр, Валлония) — бельгийский и мароканский футболист, защитник клуба «Пафос». Участник Олимпийских игр 2024 в Париже.

## Клубная карьера
Букамир — воспитанник бельгийских клубов «Эспо Жемеппе» и «Шарлеруа». 21 октября 2022 года в матче против «Серкль Брюгге» он дебютировал в Жюпиле лиге в составе последнего. Летом 2024 года Букамир на правах аренды перешёл в кипрский «Пафос».

## Международная карьера
В 2024 году Букамир был включён в заявку олимпийской сборной Марокко на участие в Олимпийских играх в Париже. На турнире он сыграл в матчах против команд Аргентины, Украины, Ирака, США, Испании и Египта.